# Eucrostes pygmaea
Eucrostes pygmaea là một loài bướm đêm trong họ Geometridae.